# Ryszard Ułamek
Ryszard Ułamek (ur. 7 sierpnia 1930 w Nowogródku, zm. 9 lipca 2017) – komandor i ostatni dowódca ORP „Iskra”.

## Życiorys
Ryszard Ułamek był absolwentem Oficerskiej Szkoły Marynarki Wojennej promocji 1956 roku . Następnie ukończył Wyższą Szkołę Marynarki Wojennej, uzyskując tytuł inżyniera nawigatora . Był dowódcą ścigacza okrętów podwodnych ORP „Dzielny”, a w latach 1971–1977 szkolnego żaglowca Marynarki Wojennej ORP „Iskra”  . W ciągu trwającej do 1991 roku służby był także m.in. zastępcą dowódcy ORP „Wytrwały”, ORP „Iskra” i ORP „Gryf” . W latach 1960–1967 był dowódcą kursu Wydziału Pokładowego Wyższej Szkoły Marynarki Wojennej, a w latach 1975–1986 był zastępcą szefa Wydziału Kadr Marynarki Wojennej . Po zakończeniu czynnej służby pracował jako specjalista w Zakładzie Nawigacyjno-Hydrograficznego Zabezpieczenia Działań Marynarki Wojennej .
Zmarł 9 lipca 2017 roku i został pochowany na cmentarzu Witomińskim w Gdyni  .